# St. Koloman (Haslach)

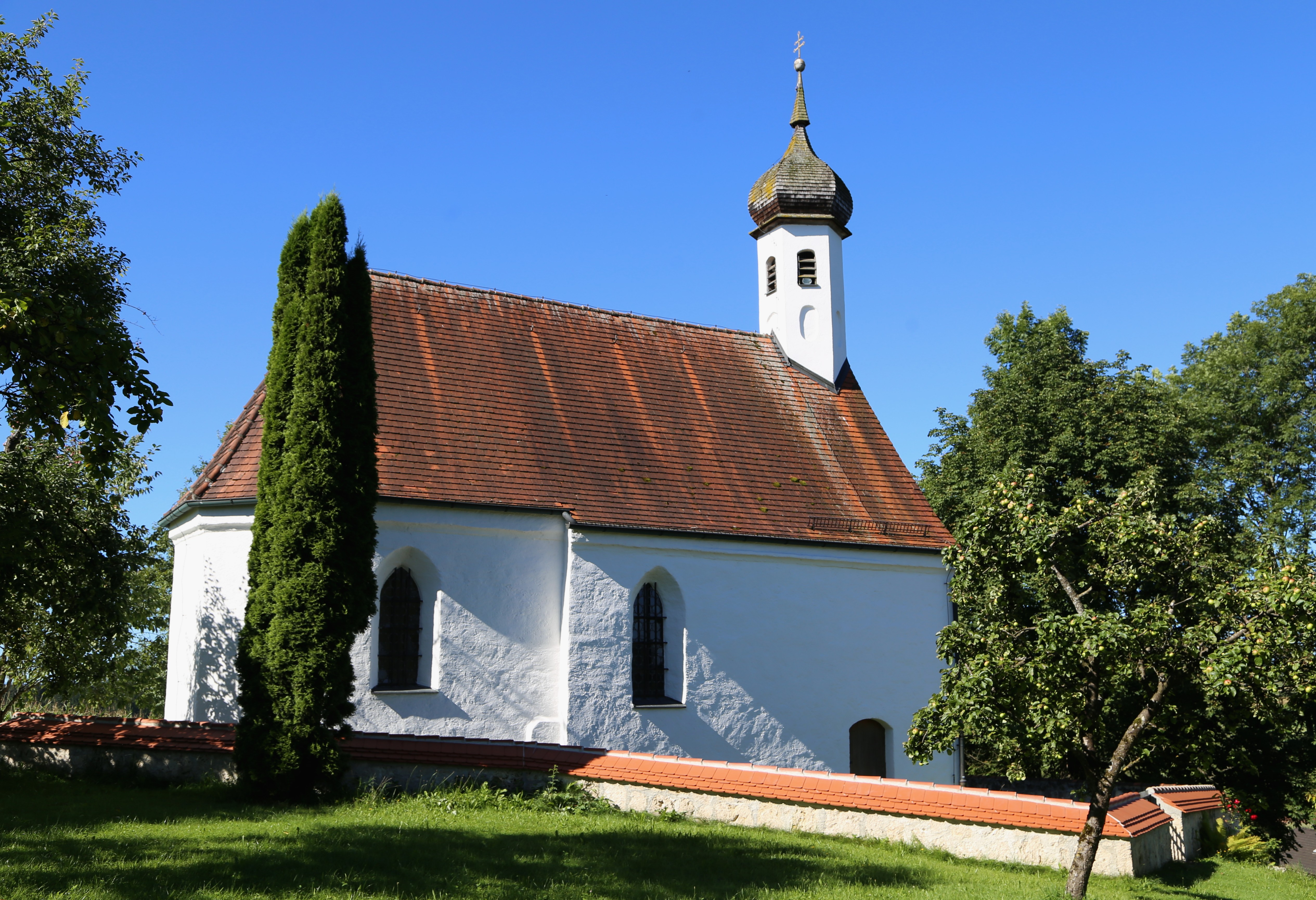
St. Koloman in Haslach

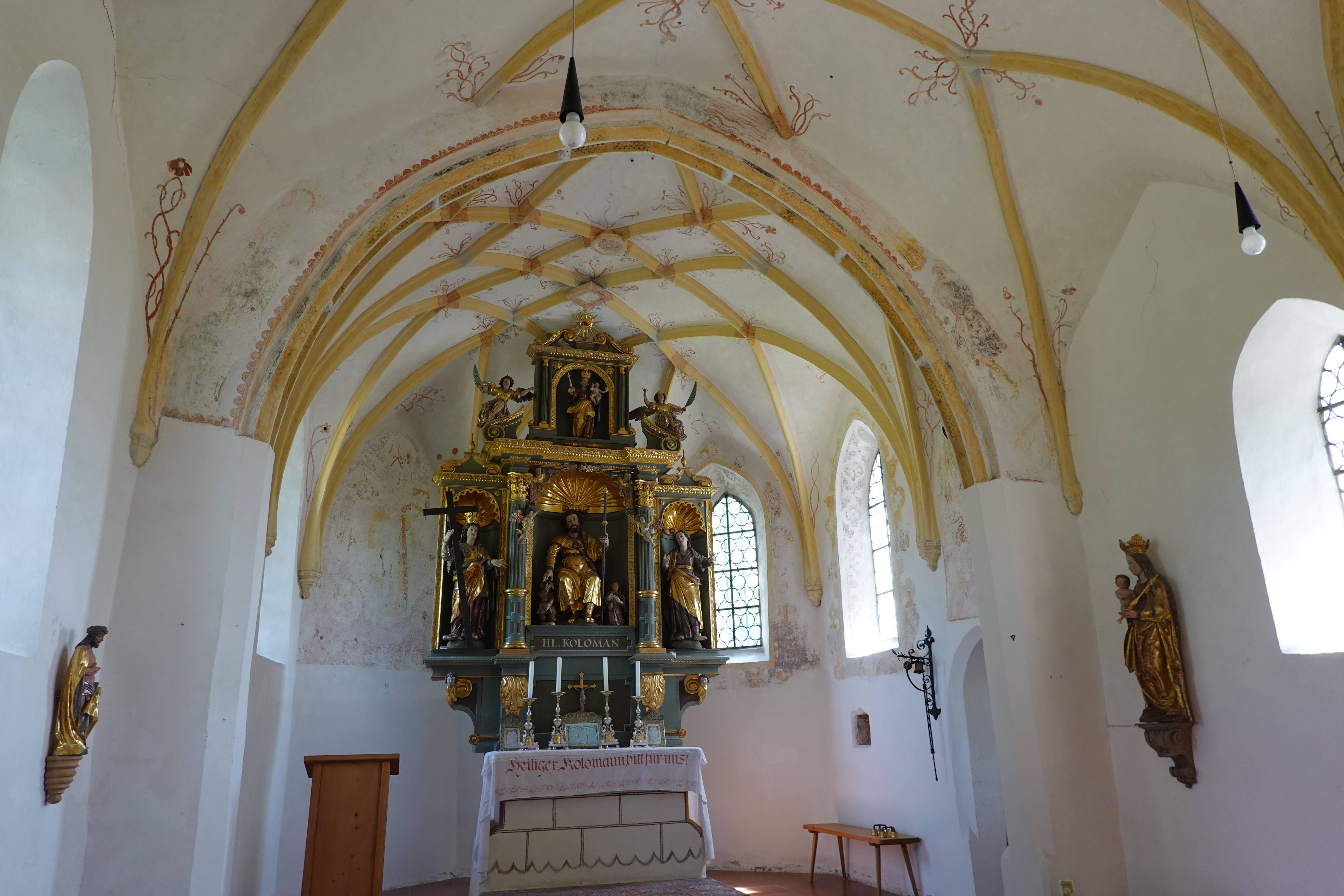
Innenansicht

Die römisch-katholische Filialkirche St. Koloman steht in Haslach, einem Gemeindeteil von Glonn im oberbayerischen Landkreis Ebersberg. Das Bauwerk ist in der Liste der Baudenkmäler in Glonn als Baudenkmal unter der Nr. D-1-75-121-26 eingetragen. Die Kirche gehört zum Dekanat Ebersberg im Erzbistum München und Freising.

## Beschreibung
Die um 1500 errichtete spätgotische Saalkirche besteht aus dem Langhaus, dem eingezogenen, dreiseitig geschlossenen Chor im Osten und der Sakristei an der Südwand des Chors. Aus dem Satteldach des Langhauses erhebt sich im Westen ein sechseckiger, mit einer Zwiebelhaube abgeschlossener Dachreiter, der den Glockenstuhl enthält.
Auf der Brüstung der Empore im Westen ist das Leben des heiligen Koloman dargestellt. Der 1642 gebaute Hochaltar wird von den Skulpturen  der heiligen Helena und der Barbara von Nikomedien flankiert.